# Musée d'histoire naturelle de Pékin
Pour les articles homonymes, voir BMNH.
Le musée d'histoire naturelle de Pékin (BMNH, Beijing Museum of Natural History, 北京自然博物馆) est un musée scientifique chinois situé à Pékin. Il est le premier musée d'histoire naturelle d'importance à avoir été créé en Chine et demeure le musée du genre le plus visité du pays. Il a été fondé en 1951 sous le nom de National Central Museum of Natural History. Il a été renommé en 1962.
D'une superficie de 24 000 mètres carrés, le tiers de l'espace est accessible pour accueillir des expositions, dont la principale partie est située dans l'édifice Tian Jiabing. Le musée conserve environ 200 000 spécimens et possède des collections de paléontologie, d'ornithologie, de mammifères et d'invertébrés, ainsi que des fossiles de dinosaures.